# Château de Penne

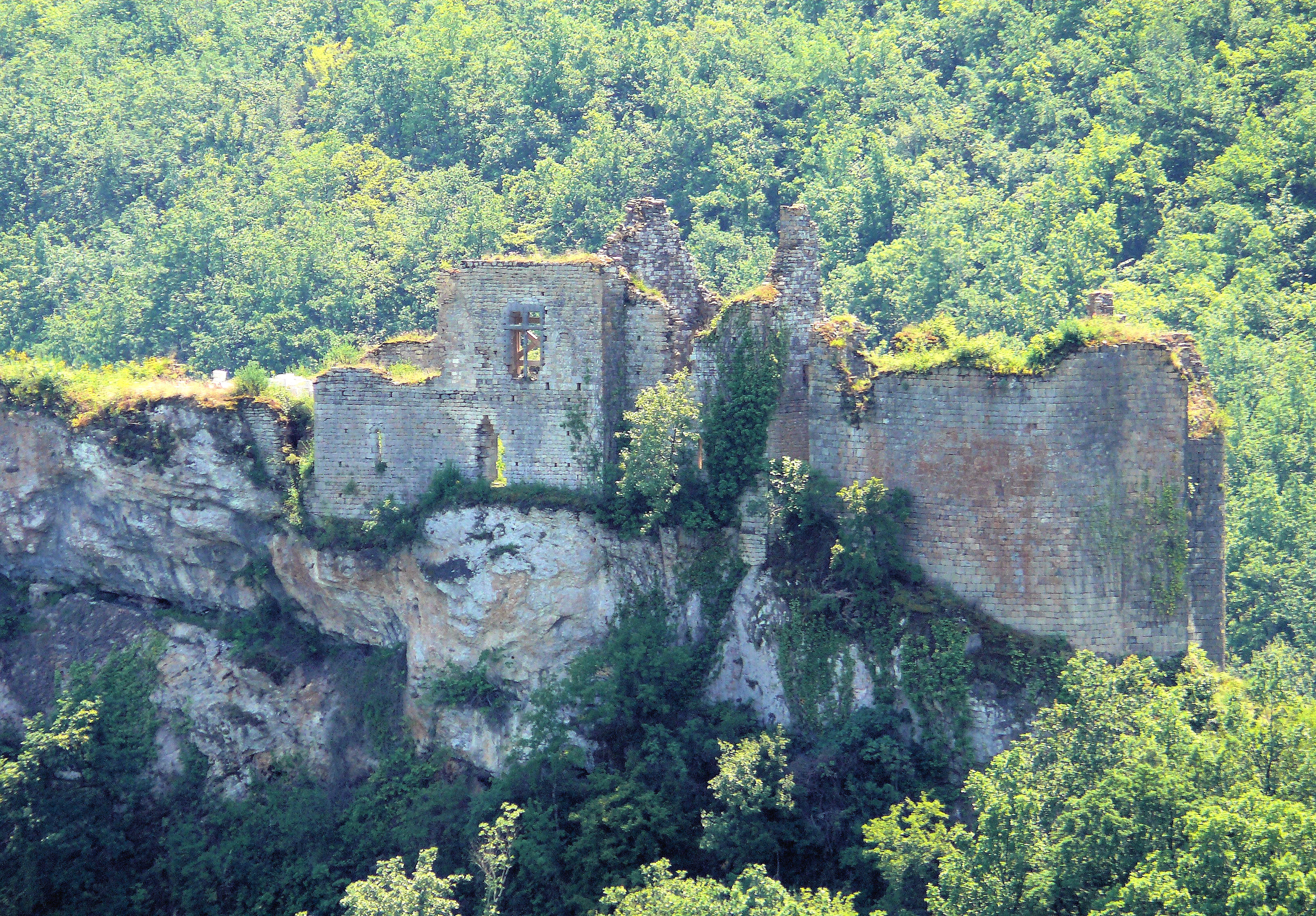
Vue des ruines.

Le château de Penne est un château fort du XIIe siècle, de nos jours ruiné, dont les vestiges se dressent sur la commune française de Penne dans le département du Tarn en région Occitanie. Le château s'est dressé dès l'époque mérovingienne. Sa situation exceptionnelle lui a permis de jouer un rôle de premier plan dans l'histoire du Quercy. Lors de la croisade des Albigeois, il est l'enjeu de guerres sanglantes entre le seigneur de Penne, rallié à l'hérésie cathare et les partisans de Simon IV de Montfort. Plus tard, pendant la guerre de Cent Ans, Anglais et routiers s'emparent tour à tour de la forteresse. Tombé en ruine durant 450 ans, il est en cours de restauration.
Les ruines du château de Penne ont été classées monument historique.

## Localisation
Le château est bâti sur un piton biscornu naturellement taillé à l'abrupt dont il épouse strictement les contours, perché à plus de 120 mètres au-dessus d'un méandre de l'Aveyron. Penne est construit sur la partie septentrionale de la forêt de la Grésigne, à une heure au nord de Toulouse.

## Historique
En 825, il existe une mention du château à Penne lors d'une visite du roi d'Aquitaine, Pépin, dans la vallée. En 1096, le premier seigneur connu, Geoffroi, se croise à la suite de Raymond de Saint-Gilles, comte de Toulouse.
En 1109, Penne est érigé en fief par le vicomte d'Albi à qui les seigneurs d'Albi rendent hommage. Vers 1140, les Templiers ont des biens dans la châtellenie de Penne. Plusieurs d'entre eux résident alors dans la paroisse de Sainte-Marie-Madeleine des Albis (où fut découverte la grotte de la Madeleine des Albis en 1952), sur la rive droite de l'Aveyron. Rien n'atteste que le château fut une possession templière, mais il est sûr que les seigneurs le possédant étaient liés au Temple, car celui-ci protégeait le chemin de la vallée menant à Montricoux.
Le castrum est conquis, vers 1176, par les comtes de Toulouse sur les Trencavel.
En 1208, Simon de Montfort est chargé d'éradiquer l'hérésie cathare. En 1223, durant la croisade des albigeois, Amaury de Montfort se rend maître du château. Le manque d'eau et l’absence de renforts obligent les défenseurs à se rendre. Il est repris par les hérétiques peu de temps après.
En 1229, lors de la signature du traité de Meaux, le comte du Toulouse est prié de remettre le château au pouvoir royal. En 1243, un nouveau traité réclame encore Penne à Raymond VII. Mais Olivier et Bernard de Penne ne s'inclinent pas face au pouvoir. Ils se soumettent finalement à Alphonse de Poitiers, devenu comte de Toulouse, qui confirme les privilèges des habitants de Penne. Il fait aménager le château et fait déménager les archives de son comté. En 1271, à sa mort, Penne est réuni au domaine de la Couronne.
En 1365, un capitaine gascon du nom de Mongat, agissant pour les Anglais, prend Penne. En 1374, Penne est repris par les Français. En 1384, les Anglais reprennent le village et le conservent jusqu'en 1451. Le château est démantelé en 1586, et laissé à l'abandon pendant 420 ans, jusqu'à l'acquisition au début des années 1980 par Me Breuil, avocat, puis en 2006 par un architecte, Axel Letellier.

## Description

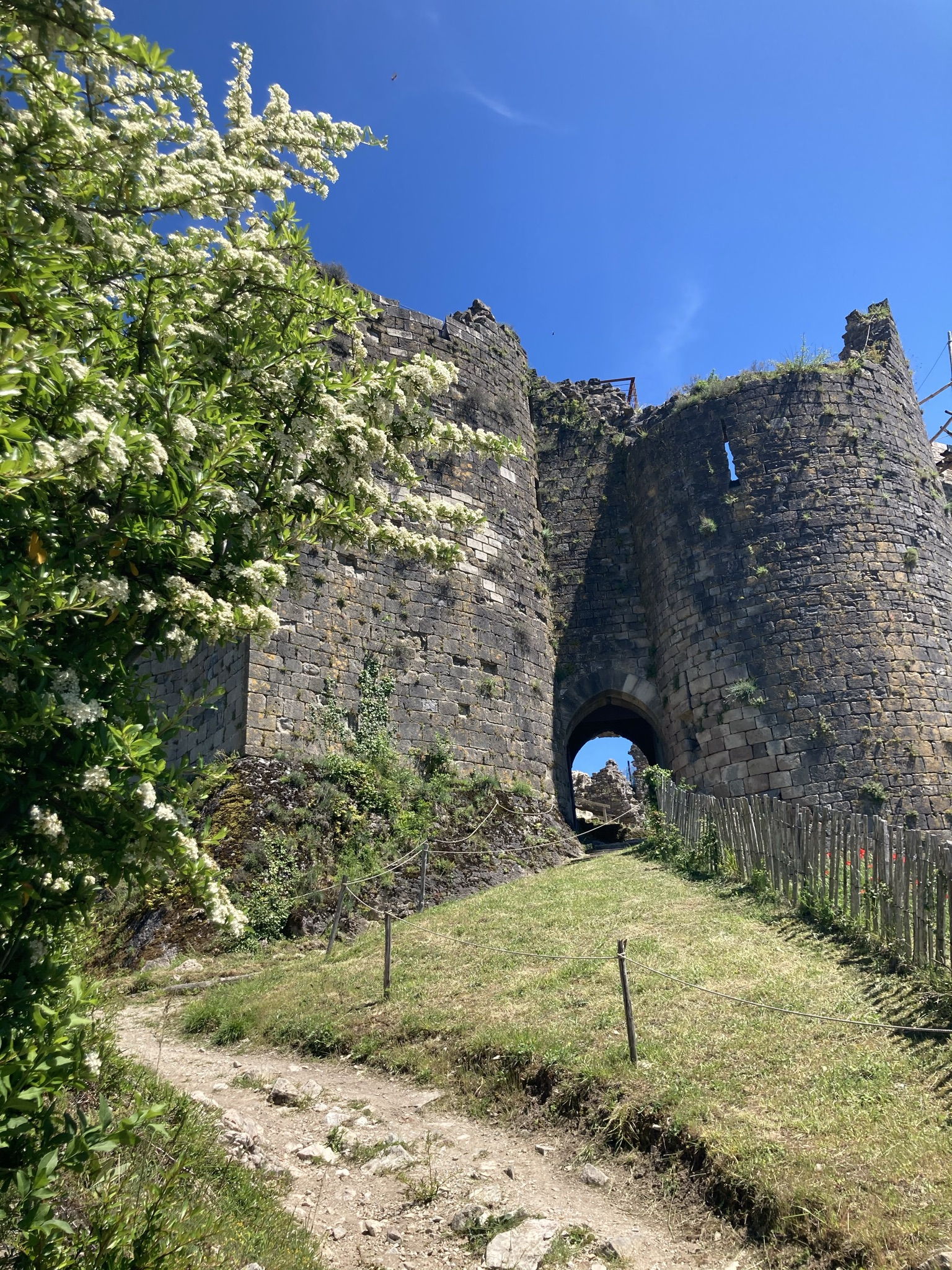
Porterie d'accès à la forteresse.

Le château est bâti sur une crête aigüe longue de 150 m sur une vingtaine de mètres de large, réduite par endroits à 8 m.
Une basse-cour, encadrée de simples murs, est située sur le côté, sur une partie plus basse, au sud du château. Il faut la traverser pour atteindre un châtelet, bien conservé avec ses deux tours. La première, circulaire, date du XIIIe siècle et la seconde en éperon, plus massive, date du XIVe siècle. Le châtelet, qui barre totalement l'étroite plate-forme du côté du seul accès possible, renferme deux joyaux médiévaux, un assommoir de trois mètres par trois et au rez-de-chaussée de la tour ronde, une salle d'archères à la maçonnerie presque intacte.
Le donjon, qui domine l'ensemble des constructions, est entouré d'une enceinte irrégulière percée d'archères. De nos jours, il ne subsiste que quelques restes de l'enceinte fortifiée. Le bâti représente 3 500 m2.
Le village est quant à lui niché dans le creux d'un épaulement au pied de la crête.

### Restauration
De 2009 à 2011, un programme de restauration est en cours à l'initiative du nouveau propriétaire, Axel Letellier, architecte de formation, qui a racheté le château en 2006. Les différentes phases annuelles de travaux représentent un budget de 80 000 euros . La région et le département participent à hauteur de 15 % chacun dans le financement.
Le château a rouvert au public en juin 2010.

## Protection aux monuments historiques
Les ruines du château de Penne ont été classées par arrêté du 2 mai 1902.